# Strigiphlebia
Strigiphlebia là một chi bướm đêm thuộc họ Noctuidae.